# -tomie
Das Suffix -tomie kommt vom griechischen τέμνειν (temnein) für „schneiden“, „(zer-)teilen“ und τομή (tome) für „Schnitt“ und ist in der Fachsprache der Medizin und Biologie üblich.
Beispiele für die Endung -tomie sind:
- Anatomie
- Autotomie
- Dichotomie
- Ektomie
- Lobotomie
- Mastektomie